# Lago Chagan
Il lago Chagan (o lago di Balapan), in Kazakistan, è un lago creato dal test nucleare Chagan fatto detonare il 15 gennaio 1965 dall'Unione sovietica. Molto spesso chiamato anche lago Atomico, il volume del cratere è di circa 100.000 m³, ed è ancora radioattivo, anche se la radioattività è decaduta a tal punto che le persone possono nuotare nelle sue acque. Come nel sito di Trinity, la roccia superficiale ha subito un processo di fusione trasformando così il fondo in una superficie vetrosa.